# Camaná
Camaná es una ciudad peruana capital del distrito y de la provincia homónimos, ubicada en el departamento de Arequipa. Según el censo de 2015, tenía 46,026 hab. Camaná está conformado por la conurbación de los distritos de Camaná, José María Quimper y Samuel Pastor.
Dista 180 km de Arequipa, por la carretera Panamericana, que pueden recorrerse en 3 horas.
Es el lugar donde los españoles fundaron originalmente la “Villa Hermosa” el 9 de noviembre de 1539, trasladándose luego al valle de Arequipa en 1540. La ciudad de Arequipa tuvo su primera cuna en este riquísimo y extenso valle de Camaná. Luego fue fundada por segunda vez el 29 de septiembre de 1557 como "Villa de San Miguel de Rivera".
Alonso Martínez de Rivera fundador de Camaná. 
Destaca por su actividad agrícola, siendo el arroz uno de los cultivos más representativos, representando aproximadamente el 80% de la producción agrícola del valle, llegando, en 2020 a las 510 ha de superficie sembrada.

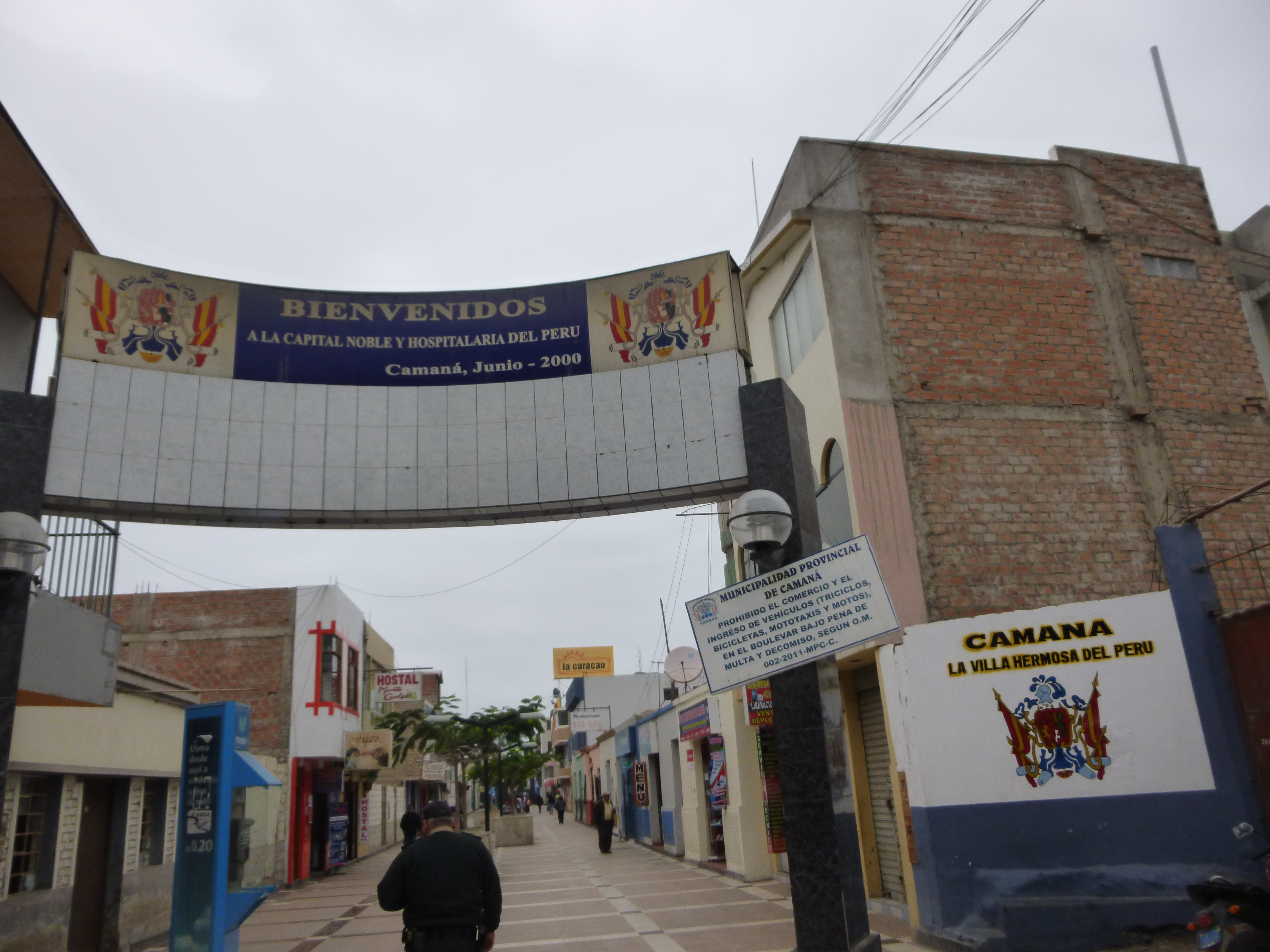
Boulevard de la Villa Hermosa de Camaná

## Deportes

### Fútbol
Al igual que el resto del país el fútbol es el deporte más practicado por los habitantes de la ciudad.
| Clubes de Fútbol   |                      |                |           |
| Equipo             | Fundación            | Estadio        | Liga      |
| Deportivo Olímpico | 29 de julio de 1922  | 9 de Noviembre | Copa Perú |
| Deportivo Estrella | 15 de julio de 1927  | 9 de Noviembre | Copa Perú |
| Buenos Aires       | 1935                 | 9 de Noviembre | Copa Perú |
| Deportivo Camaná   | 20 de agosto de 1949 | 9 de Noviembre | Copa Perú |

## Escenarios deportivos
Entre los escenarios con los que cuenta la ciudad para la práctica del fútbol podemos mencionar al "Estadio 9 de noviembre", con capacidad para 2.000 espectadores.

## Circuito de playas de Camaná
El circuito de las playas de Camaná se ubican entre los 10 km y 40 km de la ciudad de Camaná, el lugar destaca por sus bellas playas extendidas a lo largo del océano Pacífico tales como: La Punta, San Marino, La Católica, el Chorro, Las Cuevas, Quilca, La Miel, Arantas, Honoratos, La Francesa, entre otras.

## Clima
| Parámetros climáticos promedio de Camaná | Parámetros climáticos promedio de Camaná | Parámetros climáticos promedio de Camaná | Parámetros climáticos promedio de Camaná | Parámetros climáticos promedio de Camaná | Parámetros climáticos promedio de Camaná | Parámetros climáticos promedio de Camaná | Parámetros climáticos promedio de Camaná | Parámetros climáticos promedio de Camaná | Parámetros climáticos promedio de Camaná | Parámetros climáticos promedio de Camaná | Parámetros climáticos promedio de Camaná | Parámetros climáticos promedio de Camaná | Parámetros climáticos promedio de Camaná |
| Mes                                      | Ene.                                     | Feb.                                     | Mar.                                     | Abr.                                     | May.                                     | Jun.                                     | Jul.                                     | Ago.                                     | Sep.                                     | Oct.                                     | Nov.                                     | Dic.                                     | Anual                                    |
| ---------------------------------------- | ---------------------------------------- | ---------------------------------------- | ---------------------------------------- | ---------------------------------------- | ---------------------------------------- | ---------------------------------------- | ---------------------------------------- | ---------------------------------------- | ---------------------------------------- | ---------------------------------------- | ---------------------------------------- | ---------------------------------------- | ---------------------------------------- |
| Temp. máx. media (°C)                    | 26.5                                     | 27.1                                     | 26.1                                     | 24.7                                     | 22.9                                     | 21                                       | 20.3                                     | 19.8                                     | 20.3                                     | 21.8                                     | 23.8                                     | 25.3                                     | 23.3                                     |
| Temp. media (°C)                         | 22.7                                     | 23.3                                     | 22.4                                     | 21.2                                     | 19.8                                     | 18.2                                     | 17.4                                     | 17                                       | 17.4                                     | 18.6                                     | 20.4                                     | 21.7                                     | 20                                       |
| Temp. mín. media (°C)                    | 18.9                                     | 19.5                                     | 18.8                                     | 17.7                                     | 16.7                                     | 15.4                                     | 14.6                                     | 14.3                                     | 14.5                                     | 15.5                                     | 17                                       | 18.1                                     | 16.8                                     |
| Fuente: climate-data.org                 |                                          |                                          |                                          |                                          |                                          |                                          |                                          |                                          |                                          |                                          |                                          |                                          |                                          |